# Sankheda
Sankheda är en ort i Indien.   Den ligger i distriktet Vadodara och delstaten Gujarat, i den centrala delen av landet, 800 km söder om huvudstaden New Delhi. Sankheda ligger 68 meter över havet och antalet invånare är 12 077.
Terrängen runt Sankheda är mycket platt. Runt Sankheda är det ganska tätbefolkat, med 239 invånare per kvadratkilometer. Närmaste större samhälle är Dabhoi, 15,0 km väster om Sankheda. Trakten runt Sankheda består till största delen av jordbruksmark.